# می‌خوام
«می‌خوام» یا «دوست دارم» (به انگلیسی: I Like) ترانه‌ای از کری هیلسون خوانندهٔ آر اند بی اهل ایالات متحده آمریکا است که سال ۲۰۰۹ میلادی منتشر شد.
این تک‌آهنگ در چارت‌های لهستان، آلمان، در رتبه اول و در چارت‌های، اتریش، سوئیس، نروژ، بین ده ترانهٔ اول قرار گرفت.